# Anti Vibrations Double Countershaft
AVDC staat voor: Anti Vibrations Double Countershaft
Dit is een balanssysteem voor motorblokken van Aprilia motorfietsen dat bestaat uit twee balansassen, een in het carter vóór de krukas en een in de achterste cilinderkop. Het bijzondere balanssysteem was nodig omdat alle Aprilia's met het "RSV Mille" blok een blokhoek van 60° heeft, terwijl de meeste andere V-twins een hoek van 90° hebben. Dit geldt dus ook voor andere populaire Aprilia's zoals de Falco SL1000 de RST Futura de Capo Nord en de Tuono.